# Rüdiger Stüwe
Rüdiger Stüwe (ur. 23 maja 1939 w Braniewie w Prusach Wschodnich) – niemiecki pisarz.

## Życiorys
Rüdiger Stüwe urodził się na krótko przed wybuchem II wojny światowej w Braniewie w Prusach Wschodnich. Rodzina mieszkała przy ul. Dembińskiego (Ziethenstraße 9). Jego ojciec zginął na froncie wschodnim, gdy miał 3 lata. 12 lutego 1945 Rüdiger Stüwe z matką i młodszym bratem opuścił rodzinne miasto, uciekając przez lód zamarzniętego Zalewu Wiślanego przed nadciągającym frontem Armii Czerwonej (droga lądowa była już wówczas odcięta). Rodzina osiedliła się w miejscowości Schneverdingen w Dolnej Saksonii. Po ukończeniu szkoły realnej rozpoczął naukę w zawodzie handlowca w przedsiębiorstwie Hanomag w Hanowerze. Po ukończeniu nauki pracował przez krótki czas w Hanomagu. Następnie ukończył szkołę średnią i uzyskał maturę w 1963 roku. Studiował język niemiecki i historię w Saarbrücken i Hamburgu. Po zdaniu egzaminu państwowego pracował jako nauczyciel w szkołach w Hamburgu przez 31 lat, do 2002 roku.
Oprócz pracy pedagoga w 1984 roku Rüdiger Stüwe zajął się działalnością literacką. Pisze książki wiersze, nowele i opowiadania. Jako poeta zadebiutował wydanym w 1995 roku tomem poezji Gartenfrieden. Prócz tego nagrywał audycje radiowe oraz do 2019 prowadził stworzoną przez siebie w 2003 roku audycję 15 Minuten für Lyrik w stacji Hamburger Lokalradio.
Rüdiger Stüwe wydał w sumie osiem publikacji książkowych, oprócz tego dużą ilość publikacji i artykułów w różnych czasopismach literackich.
Jest m.in. członkiem Niemieckiego Stowarzyszenia Pisarzy (Verband deutscher Schriftstellerinnen und Schriftsteller) oraz członkiem zarządu w Hamburger Autorenvereinigung.

## Publikacje

### Publikacje książkowe
- Gartenfrieden, (wiersze) wstęp Reimer Eilers, Scheffler Verlag, Herdecke 1995, ISBN 3-929885-69-7.
- … und lächeln in die Mondkabine (wiersze), Verlag Dieter Broschat, Hohenwestedt 1999, ISBN 3-924256-84-5.
- Von Gummibriketts, Katapulten und Heidjern – Erinnerungen eines Flüchtlingskindes an die Nachkriegszeit. Verlag Atelier im Bauernhaus, Fischerhude 2001, ISBN 3-88132-217-5.
- Köstritzer statt Klassik. Gedichte mit Widerhaken, przedmowa Günter Kunert, Geest Verlag, Vechta-Langförden 2007, ISBN 978-3-86685-070-5.
- Von Gummibriketts und Heidjern. Geschichten aus der Nachkriegszeit, Zeitgut Verlag, Berlin 2009, ISBN 978-3-86614-157-5.
- Traumschaukel, (opowiadania), przedmowa Arno Surminski, Wiesenburg Verlag, Schweinfurt 2014, ISBN 978-3-95632-191-7.
- Global ins Affental, (wiersze), Donat Verlag, Brema 2017, ISBN 978-3-943425-71-0.
- Ich hatte Ellenbogen – Eine streitbare Frau aus Ostpreußen, książka autobiograficzna, posłowie Arno Surminski, Anthea Verlag, Berlin 2020, ISBN 978-3-89998-321-0.

### Artykuły w antologiach i czasopismach literackich (wybór)
- Norbert Weiß(inne języki) (Hrsg.): Signum: Blätter für Literatur und Kritik. Heft 2, Dresden 2017, ISSN 1438-9355.
- Kreiskulturverband Pinneberg e.V. (Hrsg.): Pinneberg wortreich umkreist. Wiesenburg Verlag, Schweinfurt 2017, ISBN 978-3-95632-606-6
- Anton G. Leitner(inne języki) (Hrsg.): Mach dein erstes Türchen auf! Neue Gedichte zur Weihnacht, Reclam-Verlag, Stuttgart 2016, ISBN 978-3-15-011080-5
- Axel Kutsch(inne języki) (Hrsg.): Versnetze_acht. Verlag Ralf Liebe, Weilerswist 2015, ISBN 978-3-944566-47-4
- Rolf von Bockel/Peter Schütt (Hrsg.): Stadtpark mon amour-nicht nur Romanzen aus dem Hamburger Stadtpark, von Bockel Verlag, Neumünster 2015; ISBN 978-3-95675-002-1
- Gino Leineweber(inne języki) (Hrsg.): Meere, Langen/Müller, München 2007; ISBN 978-3-7844-3083-6
- Theo Breuer(inne języki) (Hrsg.): NordWestSüdOst, Edition YE, Sistig/Eifel 2003; ISBN 3-87512-192-9

### Audycje radiowe
W latach 2004–2019 w każdą czwartą niedzielę miesiąca od 19:30 do 20:00 Rüdiger Stüwe prowadził audycję 15 Minuten für die Lyrik w Hamburger Lokalradio

### Publikacje naukowe (wybór)
- Peter Grundke/Rüdiger Stüwe: Pädagogische Konflikte. W: Westermanns Pädagogische Beiträge. s. 386 (i nast.), 1980.
- Rüdiger Stüwe: Die Wohnfrage ist eine Lohnfrage. W: Ottensen. Zur Geschichte eines Stadtteils. Ausstellungskatalog, Ottensen 1983.
- Gunter Hirt/Rüdiger Stüwe: Die Entwicklung der Arbeiterbewegung von den Anfängen bis 1890. W: Geschichte der Arbeiterbewegung I. GEW-Materialien für den Unterricht, 4. wydanie 1981